# Benthesicymidae
Famille
Benthesicymidae est une famille de crustacés décapodes du groupe des Penaeoidea, dont les représentants ressemblent à des crevettes.
La famille des Benthesicymidae a été créée par James Wood-Mason (1846-1893) en 1891.

## Liste des genres
Selon World Register of Marine Species (7 avril 2015) :
- genre Altelatipes Crosnier & Vereshchaka, 2008 -- 3 espèces
- genre Bentheogennema Burkenroad, 1936 -- 5 espèces
- genre Benthesicymus Spence Bate, 1881 -- 15 espèces
- genre Benthonectes Smith, 1885 -- 1 espèce
- genre Gennadas Spence Bate, 1881 -- 16 espèces